# Kong Ok-jin
Kong Ok-jin ou Gong Ok-jin (coréen : 공옥진, hanja : 孔玉振) est une danseuse traditionnelle sud-coréenne. Elle est connue pour ses représentations intenses et pour sa créativité ayant lancé un nouveau style qui reprend des mouvements d'animaux. Elle a contribué à populariser le byeongsinchum. Elle est originaire de la province du Jeolla du Sud.
Fille de Kong Dae-il, un maitre du pansori, Ok-jin a d'abord appris avec lui cet art du récit chanté. À 10 ans, à la mort de sa mère, elle déménage au Japon où elle travaille ensuite avec la danseuse Choe Sung-hee. Elle a donné des représentations dans le monde entier et interprété des contes traditionnels tels que « Heungbu » et « Simcheong » en s'éloignant du style conventionnel. Ses spectacles à une seule personne alliaient la danse, le chant et le théâtre. 
Fortement critiquée par les artistes plus classiques, elle n'a obtenu que tardivement une reconnaissance officielle. Ainsi, ce n'est qu'en mai 2010, alors qu'elle avait près de 80 ans qu'elle a été désignée « patrimoine culturel immatériel » par les autorités du Jeolla du Sud.
Victime d'un accident vasculaire cérébral en 1998, elle était dès lors sous traitement médical. Elle est morte à l’hôpital de Yeonggwang le 9 juillet 2012. Elle était la grand-mère de Minzy du girl group de K-pop 2NE1.

## Source
- « L'étoile de la danse traditionnelle Kong Ok-jin s’est éteinte », Yonhap, le 9 juillet 2012.